# قدس (روزنامه)
الگو:خبر
قُدس یک روزنامهٔ صبح ایران چاپ مشهد است که توسط آستان قدس رضوی منتشر می‌شود. اولین شمارهٔ این روزنامه در ۲۸ آذر ۱۳۶۶ منتشر شد و از فروردین ۱۳۷۵ انتشار و توزیع آن در سراسر کشور آغاز شد.
این روزنامه از سال ۱۳۷۶ به‌صورت همزمان در مشهد و تهران به چاپ می‌رسد.

## روزنامه قدس گویا
روزنامه قدس گویا اولین روزنامه گویای ایران است که توسط این روزنامه در سال ۱۳۸۴ راه اندازی شد. کسانی که قادر به استفاده از مطالب مکتوب روزنامه‌ها نیستند مانند نابینایان یا افرادی که دسترسی به روزنامه ندارند مانند روستاییان و… می‌توانند از طریق تنها یک تماس تلفنی با شمارهٔ ۳۷۶۵۱۸۸۸-۵۱-۹۸+ از آخرین اخبار و تحلیلهای روز استفاده نمایند. هر شب گزیده‌ای از آخرین اخبار و تحلیلهای روز ایران و جهان ضبط می‌گردد.

### پایگاه خبری تحلیلی قدس آنلاین
در بیانیه مأموریت این وب سایت آمده‌است:
پایگاه خبری قدس آنلاین تلاش می‌نماید تا انعکاس دهنده مهم‌ترین اخبار و رویدادهای ایران و جهان و به ویژه جهان اسلام باشد.
این رسانه همنچنین خواهد کوشید تا ضمن پرهیز از وارد شدن به مسایل حاشیه‌ای و مجادله‌های بی‌حاصل جناحی، بیان کننده دردها و دغدغه‌های مردم باشد. حمایت از نظام و اصول بنیادین نظام جمهوری اسلامی، راهبرد اساسی این پایگاه خبری است و همه گروه‌ها و جریان‌های سیاسی تا زمانی که منطبق بر اصول نظام مقدس جمهوری اسلامی حرکت نمایند مورد احترام این پایگاه می‌باشند.
قدس آنلاین با احترام به همه کاربران از ایده‌هایی که ما را در طی این مسیر یاری رساند حمایت و پشتیبانی می‌کند و با رویی گشاده پذیرای دیدگاه‌ها و نقطه نظرات مخاطبان خواهد بود.

## ضمائم روزنامه قدس
الف) قدس ورزشی
ب) عصرانه
ج) قدس ویژه استانهای خراسان شمالی -جنوبی و رضوی

د) ماهنامه زائر که نشریه‌ای مذهبی اعتقادی است

ه) دوهفته نامه قدس عربی ویژه عرب زبانان ایران و کشورهای اسلامی

## صاحب امتیاز:آستان قدس رضوی
مدیر عامل مؤسسه فرهنگی قدس: علی یعقوبی
سردبیر: محسن اسدی